# IC 1457
IC 1457 ist ein Stern im Sternbild Aquarius. Das Objekt wurde am 16. November 1890 Guillaume Bigourdan entdeckt und wurde wahrscheinlich irrtümlich für eine Galaxie gehalten.